# Platysoma novum
Platysoma novum är en skalbaggsart som beskrevs av George Lewis 1885. Platysoma novum ingår i släktet Platysoma och familjen stumpbaggar. Inga underarter finns listade i Catalogue of Life.